# Gloria Baldi
Gloria Baldi (Brescia, 31 maggio 1993) è una pallavolista italiana, opposto del Cuneo Granda.

## Carriera

### Club
La carriera di Gloria Baldi, figlia del pallavolista Giorgio, comincia nella giovanili del Bergamo, venendo aggregata in prima squadra in occasione della Champions League 2011-12. Nella stagione 2012-13 viene ingaggiata dalla Millenium Brescia, a cui resta legata per cinque annate, disputando, con la stessa squadra, la Serie B1 a partire dall'annata 2013-14 e la Serie A2 nell'annata 2016-17.
Nella stagione 2017-18 esordisce in Serie A1 grazie all'acquisto da parte del Pesaro, mentre per il campionato successivo si accasa alla Trentino Rosa, in serie cadetta, anche se le sue prestazioni sono inficiate da un infortunio al ginocchio.
Ritorna nella massima divisione nella stagione 2019-20 vestendo la maglia del Cuneo Granda.